# Teigny
Teigny település Franciaországban, Nièvre megyében. Lakosainak száma 115 fő (2022. január 1.). Teigny La Maison-Dieu, Metz-le-Comte, Nuars és Vignol községekkel határos.

## Népesség
A település népessége az elmúlt években az alábbi módon változott:
| Lakosok száma | 105  | 104  | 103  | 103  | 102  | 107  | 111  | 115  |
|               | 2013 | 2015 | 2017 | 2018 | 2019 | 2020 | 2021 | 2022 |